# هارون لندن
هارون لندن (بالإنجليزية: Aaron London)‏ هو كاتب أغاني ومنتج أسطوانات بريطاني، ولد في 17 أكتوبر 1993.

## وصلات خارجية
- هارون لندن على موقع ميوزك برينز (الإنجليزية)